# Автоліз
Автоліз (грец. αύτός — сам і λύσις — розчинення) — самоперетравлювання, розпад клітин і тканин організмів під впливом їхніх гідролітичних ферментів. 
У живому організмі автоліз відбувається у вогнищі змертвіння, що настав при порушенні кровопостачання, в достиглих плодах та інше. Явище автолізу використовується в ряді виробничих процесів (ферментація тютюну, чаю, силосування корків та інше).